# Sandra Norak
Sandra Norak (Pseudonym) (* um 1989) ist eine deutsche Aktivistin, die sich für die Abschaffung von Prostitution und für das „Nordische Modell für Prostitution“, also Hilfen für Prostituierte zum Ausstieg und der Bestrafung von Freiern, einsetzt. Norak berichtete, sechs Jahre selbst Prostituierte gewesen zu sein, nachdem ein Mann sie über die Loverboy-Methode in das Rotlichtmilieu gelockt hatte.

## Kindheit und Jugend
Norak wuchs ohne Vater auf. Sie berichtet, mit 17 Jahren online einen 20 Jahre älteren ehemaligen Fremdenlegionär kennengelernt zu haben. Dieser habe sie über die Loverboy-Masche dazu gebracht, für ihn „anschaffen“ zu gehen. Erst nach sechs Jahren (2008 bis 2014) habe sie den Ausstieg aus der Prostitution geschafft. Nach Noraks Aussage habe es während dieser Zeit einen anonymen Hinweis gegeben, und die Polizei habe sie aus der Wohnung ihres Zuhälters geholt. Sie sei allerdings so hoffnungslos und manipuliert gewesen, dass sie dort nicht gegen ihren Zuhälter ausgesagt und wieder zu ihm zurückkehrt sei.

## Ausstieg aus der Prostitution
Noraks erster Schritt sei gewesen, aus der Wohnung ihres Zuhälters auszuziehen. Sie habe von einer Bordellbesitzerin ein Zimmer im Keller eines Klubs bekommen und danach nach Anstellungsmöglichkeiten außerhalb der Prostitution gesucht. 
Sie machte ein unbezahltes Praktikum im Zoo und lernte für ihr Fernabitur, während sie weiter „anschaffen“ ging. Nach einer Weile bekam sie einen Minijob als Pferdepflegerin. 2014 wurde sie Vollzeit in einer Reitanlage angestellt, und es war ihr somit möglich, vollkommen aus der Prostitution auszusteigen; gleichzeitig legte sie das Abitur ab. Sie absolvierte danach ein Jurastudium.

## Sichtweise auf Prostitution
Norak hält die Auffassung von Prostitution als „Sexarbeit“ in Deutschland für Verharmlosung. Dabei führt sie an, dass Untersuchungen von Trauma-Experten ergeben hätten, dass viele Prostituierte schwere komplexe Posttraumatische Belastungsstörungen entwickeln würden. Viele Frauen, die in der Prostitution arbeiten, haben nach ihrer Aussage, die sie auf Studien stützt, bereits in der Kindheit schweren Missbrauch erfahren und so Dissoziation entwickelt, was sie für Ausnutzung durch Zuhälter anfällig mache. Deswegen ist Norak der Meinung, dass auch hier nicht von „Freiwilligkeit“ gesprochen werden könne. Prostitution ist nach Noraks Meinung keine normale Arbeit, sondern ein Geschäft, mit dem Kriminelle viel Geld verdienen könnten und das Frauen entwürdige und erniedrige.
Norak vertritt die Ansicht, dass die derzeitige Gesetzgebung in Deutschland es den Strafverfolgungsbehörden erschwere, Zwangsprostitution zu verfolgen. Die zur Prostitution gezwungenen Frauen sagten meist nicht gegen ihre Täter aus, da sie Angst hätten oder nicht glaubten, dass ihnen nach einer Aussage Hilfestellung und Schutz geboten würde, um wirklich der Prostitution zu entkommen.
In einem Interview mit dem Spiegel bezeichnete Norak ihre Zeit als Prostituierte als „Seelenmord“. Sie beschreibt, dass sie nach ihrem Ausstieg an schwerer posttraumatischer Belastungsstörung litt. Ihr Körper war taub, sie hatte Schwindelgefühle, stotterte, und es war schwer für sie, klar und strukturiert zu denken. Diese Symptome seien Anzeichen von Dissoziation, welche häufig bei Opfern von schweren Traumata aufträte. Norak berichtete ebenfalls darüber, dass sie nach ihrem Ausstieg unter schweren Flashbacks und Panikattacken litt.

## Aktivismus
Norak setzt sich dafür ein, dass auch Deutschland das Nordische Modell für Prostitution übernimmt. Dabei wird der Kauf von sexuellen Dienstleistungen unter Strafe gestellt. Prostitution an sich wird jedoch entkriminalisiert, um es Prostituierten leichter zu machen, sich Hilfe zu suchen. Des Weiteren werden Ausstiegshilfen für Prostituierte angeboten, und die Bevölkerung wird ausführlich über die schlechten Seiten der Prostitution aufgeklärt und informiert.
Norak entschloss sich nach ihrem Ausstieg, neben der Arbeit Jura zu studieren. Damit verfolgt sie das Ziel, über die Missstände in der Prostitution öffentlich aufzuklären und langfristig die Gesetzgebung zum Thema zu beeinflussen. Dazu spricht sie zum Beispiel als Sachverständige zu dem Thema bei politischen Debatten wie vor dem Ausschuss für Gleichstellung und Frauen am 5. Juli 2019 im Landtag NRW und nimmt an parlamentarischen Veranstaltungen von Bundestagsabgeordneten teil.
Seit März 2016 schreibt sie einen Blog, „My Life in Prostitution“, in dem sie über ihr Leben in der Prostitution und ihren Aktivismus berichtet. In dem Blog werden ebenfalls Themen wie wissenschaftliche Erkenntnisse aus der Psychotraumatologie im Hinblick auf die Prostitution und Stellungnahmen zu aktuellen Änderungen der Gesetzgebung im Bereich Prostitution besprochen. Norak ist Mitglied von Sisters e. V. Sie unterstützt die Kampagne #Rotlichtaus des Vereins seit Juni 2017.
Norak hält Vorträge an Schulen, um Jugendliche über die Gefahr von Loverboys aufzuklären.

### Auftritte im Fernsehen
- 9. März 2018, BR Puls, Die Frage: „Gegen Prostitution – Niemand darf für Sex bezahlen | Darf ich für Sex bezahlen?“ Folge 3/7, funk-Format (9:10 min.)[19]
- 28. März 2019, ZDF, Aktenzeichen XY … ungelöst: „Loverboy-Masche! Der grausame Weg auf den Strich“. Darstellung des Falls von Sandra Norak bei Aktenzeichen XY mit anschließender Diskussionsrunde (36:55 min.)[20]
- 17. Mai 2019, SWR, Nachtcafé: „Menschenhandel – das Geschäft mit dem Elend“. Talkshow zum Thema Menschenhandel mit sieben Studiogästen[21]
- 22. November 2019, ZDF[22] und 3SAT[23] Kulturzeit: „Sandra Norak über die Loverboy-Masche“ (6 min.)

## Veröffentlichungen
- Sandra Norak, Ingeborg Kraus: Never Again! Surviving Liberalized Prostitution in Germany. In: Dignity: A Journal on Sexual Exploitation and Violence. Band 3: Heft 3, Artikel 5. 2018, doi:10.23860/dignity.2018.03.03.05
- Sandra Norak, Ingeborg Kraus: Nie wieder Prostitution! In: Trauma and Prostitution. vom 18. September 2018, abgerufen am 31. Dezember 2019
- Sandra Norak: Die Würde des Menschen ist antastbar. In: Emma vom 24. April 2019

## Im Dokumentarfilm
- 2017: Christian P. Stracke: „Bordell Deutschland“ – Milliardengeschäft Prostitution, ZDF,[24] nominiert für den Prix Europa 2018[25]
- 2021: Prostitution: Kein Job wie jeder andere
- 2022: Dokumentarfilm von Max Kronawitter, Echtes Leben: Vom Bordell ins Jurastudium (28 Minuten) in der ARD Erstausstrahlung: 8. März 2022